# ワカサギ属
ワカサギ属 (Hypomesus) は、キュウリウオ目キュウリウオ科の1属である。
ワカサギなど6種が属する。淡水・沿岸に分布する。

## 種
ワカサギ Hypomesus nipponensis McAllister, 1963
主に淡水魚で日本とカリフォルニア州に分布する。
チシマワカサギ Hypomesus chishimaensis Saruwatari, Lopéz & Pietsch, 1997
1997年に発表された新種で、名のとおり千島列島に分布する。
チカ Hypomesus japonicus (Brevoort, 1856)
全長20cmほどになり、ワカサギよりも大型。背びれは腹びれより少しだけ前についていることでワカサギと区別できる。ワカサギと違って淡水域には入らず、沿岸域で一生を過ごす。東北地方の太平洋岸と北海道、日本海北部沿岸、千島列島、カムチャツカ半島まで分布する。
イシカリワカサギ (pond smelt) Hypomesus olidus (Pallas, 1814)
ワカサギに似るが、体色が全体的に黒っぽい。朝鮮半島からカナダまでの北太平洋沿岸地域に分布するが、日本では北海道だけに分布する。北海道に生息するものは完全な河川・湖沼陸封型である。準絶滅危惧（NT）（環境省レッドリスト）（2007年）。
サーフスメルト (surf smelt) Hypomesus  pretiosus (Girard, 1854)
北米西岸部に棲む。
デルタスメルト (delta smelt) Hypomesus  transpacificus McAllister, 1963
カリフォルニア州サクラメントデルタ固有種。CRITICALLY ENDANGERED (IUCN Red List Ver. 2.3 (1994))